# Mormonia epione
Mormonia epione är en fjärilsart som beskrevs av Dru Drury 1773. Mormonia epione ingår i släktet Mormonia och familjen nattflyn. Inga underarter finns listade i Catalogue of Life.